# Charis anius
Charis anius is een vlindersoort uit de familie van de prachtvlinders (Riodinidae), onderfamilie Riodininae.
Charis anius werd in 1776 beschreven door Cramer.